# Окунёвая (приток Кыртыпъяха)
Окунёвая — река в России, протекает по Нижневартовскому району Ханты-Мансийского АО. Устье реки находится в 64 км по левому берегу реки Кыртыпъях. Длина реки составляет 14 км.

## Данные водного реестра
По данным государственного водного реестра России относится к Верхнеобскому бассейновому округу, водохозяйственный участок реки — Обь от впадения реки Вах до города Нефтеюганск, речной подбассейн реки — Обь ниже Ваха до впадения Иртыша. Речной бассейн реки — (Верхняя) Обь до впадения Иртыша.